# Soul Assassins
Soul Assassins es el nombre de la productora del DJ/Productor Muggs, del grupo Cypress Hill. Su primer trabajo con el debut de Cypress Hill, lo consagró como uno de los mejores productores del momento en el mundo del hip-hop, comparándolo con grandes como Marley Marl, Dr. Dre y DJ Premier. También se sabe que fue el nombre del joven crew de rap conformado por Cypress, House of Pain, Funkdoobiest, The Whooliganz y Call O Da Wild. Su nombre podría traducirse como Asesinos de almas.
DJ Muggs produjo canciones para House of Pain, Ice Cube, Yo-Yo, Funkdoobiest, Xzibit, KRS-One, Method Man, MC Eith, Snoop Dogg, Tony Touch, LA The Darkman, Mobb Deep, GZA de Wu-Tang Clan, entre otros.

## Miembros

### Miembros
- Cypress Hill
- Everlast
- House of Pain
- Cynic
- Fredwreck
- The Alchemist
- La Coka Nostra
- Sick Jacken
- Planet Asia
- Skinhead Rob
- Self Scientific
- Cryptic 97
- Danny Boy
- DJ Solo
- B Real
- DJ Warrior
- GZA
- El Sicario

### Dibujantes
- Mister Cartoon
- Estevan Oriol
- Cryptic 97

## Otros miembros
Otros miembros que fueron de este sello: T-Ray, TRT (ex DJ del grupo chicano The Psycho Realm), Call O' Da Wild; Funkdoobiest, Cryptic 97  y The Whooliganz, este último, exgrupo del propio The Alchemist; siendo él discípulo número uno de DJ Muggs y heredero del imperio que formó.

### Coproductores
- Cryptic 97

## Producciones más exitosas
Cypress Hill - How I Could Just Kill A Man
Cypress Hill - Hand On The Pump
Cypress Hill - Insane In The Brain
Cypress Hill - Tequila Sunrise
Cypress Hill - (Rock) Superstar
House of Pain - Jump Around
House of Pain - Put Your Head Out
House of Pain - Back From The Dead
Beastie Boys - So What'Cha Want (Soul Assassins Remix)
Ice Cube - Check Yo' Self
Ice Cube - We Had tear This _____ Up
U2 - Numb (Soul Assassins Mix)
Funkdoobiest - The Funkiest
Funkdoobiest - Bow Wow wow
Funkdoobiest - Dedicated
Xzibit - Foundation
Dr.Dre & B Real - Puppet Master
MC Eith Feat. B Real & Snoop Dogg - The Way We Run It
KRS-One - Can't Stop Won't Stop
La The Darkman - Heis of The Century
Kool G Rap - Real Life
Method Man, KRS-One, Prodigy & Kam - Bulworth
DJ Muggs & GZA - General Principles
- Datos: Q1258719